# حسن جميل (لاعب كريكت)
حسن جميل (25 يوليو 1952 بكراتشي في باكستان - 7 أكتوبر 2015 بكراتشي في باكستان) (بالأردوية: حسن جمیل)‏ (بالإنجليزية: حسن جمیل)‏ هو لاعب كريكت باكستاني.

## وصلات خارجية
- حسن جميل على موقع إي آس بي آن كريك إنفو (الإنجليزية)